# Trichothyrium sarciniferum
Trichothyrium sarciniferum är en svampart som beskrevs av Speg. 1889. Trichothyrium sarciniferum ingår i släktet Trichothyrium och familjen Microthyriaceae.   Inga underarter finns listade i Catalogue of Life.